# 19727 Allen
19727 Allen este un asteroid din centura principală de asteroizi.

## Descriere
19727 Allen este un asteroid din centura principală de asteroizi. A fost descoperit pe 4 decembrie 1999 la Fountain Hills (Arizona) de Charles W. Juels. Asteroidul prezintă o orbită caracterizată de o semiaxă mare de 2,43 ua, o excentricitate de 0,19 și o înclinație de 13,4° în raport cu ecliptica.